# Frank en Eva
Frank en Eva is een Nederlandse film uit 1973 van Pim de la Parra.
De tagline van de film: Living Apart Together (wat tevens de titel was van de internationale release) leidde in Nederland tot de term: latrelatie.

## Plot
Het Amsterdamse huwelijkskoppel Frank en Eva van Eeden kan niet met, maar ook niet zonder elkaar leven. De wilde Frank, die werkt als autoverkoper, weigert zich te settelen met Eva en houdt er vele minnaressen op na. Samen met zijn beste vriend Joop, die ook goed bevriend is met Eva, maakt hij regelmatig uitstapjes naar de kroeg van Max, een oude alcoholist. Geheel tot ongenoegen van zijn vrouw keert hij dan dronken terug en kan hij niet meer normaal functioneren. Het resultaat hiervan is herhaaldelijke zelfmoordpogingen, die altijd valse waarschuwingen blijken te zijn.
Tijdens een van zijn plezierritjes met de verleidelijke Sylvia raakt hij betrokken bij een auto-ongeluk. Uit angst voor wat de firma wil zeggen besluit hij om niet meer naar zijn werk te gaan. Uit angst zijn vrouw onder ogen te zien, die overigens op de hoogte is van zijn affaires, gaat hij steeds vaker stappen met Joop. Als blijkt dat hij de gas- en elektriciteitsrekening niet heeft betaald, is Eva het beu. Het huwelijk begint steeds meer te wankelen. Als ze tot de ontdekking komt dat ze zwanger is, hoopt ze hier verandering in te brengen.
Frank, die dacht dat ze nog steeds aan de pil was, is echter razend dat zijn vrouw zwanger is en herinnert haar eraan dat hij altijd duidelijk heeft gemaakt geen kind te willen hebben. Als hij haar dwingt een abortus te nemen, is voor Eva de maat vol. Ze verlaat haar man en zoekt onderdak bij Joop. Ze probeert Joop te verleiden, maar hij houdt haar op afstand, uit angst de vriendschap te riskeren. Zoals Joop verwachtte keert Eva al snel terug naar Frank. Ze weigert haar kind op te geven, maar compenseert dit door Frank toestemming te geven vreemd te gaan wanneer hij wil.
Frank denkt dat zijn vrouw toch jaloers zal zijn als hij vreemdgaat, en doet voor haar ogen alsof hij naar bed gaat met zijn buurvrouw. Het doet hem deugd dat zijn vrouw dit inderdaad moeilijk kan aanzien. Frank en Eva worden opnieuw verliefd op elkaar en zijn voor het eerst in tijden gelukkig. Hier komt een einde aan als Sylvia weer een intrede doet in zijn leven. Niet alleen Frank gaat weer vreemd, ook Eva wordt bekend met het fenomeen overspel. Als Max plotseling overlijdt, stort Frank zich nog dieper op alcohol en vrouwen. Hij doet nog een zelfmoordpoging, die door Eva niet serieus wordt genomen. Ze kondigt aan bij hem weg te gaan, maar als ze ziet hoe erg hij lijdt, besluit ze hem toch niet te verlaten.
Frank en Eva wordt gerekend tot de 'Seksgolf' in de Nederlandse film van de jaren zeventig 

## Rolbezetting
| Acteur                | Personage       |
| --------------------- | --------------- |
| Willeke van Ammelrooy | Eva van Eeden   |
| Hugo Metsers          | Frank van Eeden |
| Lex Goudsmit          | Max             |
| Helmert Woudenberg    | Joop            |
| Sylvia Kristel        | Sylvia          |
| Elsje de Wijn         |                 |
| Christina Cünne       |                 |
| Ronny Bierman         | Werkster        |
| Jan van Rooyen        |                 |
| Wim de Meyer          |                 |
| Dick Scheffer         |                 |
| Eric van Ingen        |                 |
| Maureen Renzen        |                 |
| Boy Edgar             |                 |
| Wim Poncia            |                 |
| Mies Hagens           |                 |

## Achtergrond
Pim de la Parra hoopte met Frank en Eva een diepgaande film maken 'waarin de erotiek alleen maar een expressiemiddel zou zijn'. De rol van Sylvia werd speciaal geschreven voor Sylvia Kristel. Kristel ontmoette De la Parra in mei 1972 en intrigeerde hem onmiddellijk door haar 'nonchalante blufhouding'. Ondanks de vele seksscènes is er maar één seksscène met Frank en Eva. Deze scène werd zelfs naderhand pas opgenomen.
De Nederlandse filmkeuring bepaalde aanvankelijk dat Frank en Eva 'in strijd was met de huidige in Nederland geldende opvattingen van goede zeden'. Wim Verstappen was niet gelukkig met dit commentaar en vertelde dat 'door zo'n afkeuring de film dan opeens een image van viezigheid [krijgt]'. Pas toen De la Parra dreigde een kort geding aan te spannen en een schadevergoeding van tien miljoen gulden te eisen, werd de film goedgekeurd. Onder de pers heersten voornamelijk milde reacties. De film werd niettemin een groot succes en behoort tot de veertig succesvolste films die na de Tweede Wereldoorlog zijn uitgebracht.
1896-1909 · 1910-19 · 1920-29 · 1930-39 · 1940-49 · 1950-59 · 1960-69 · 1970-79 · 1980-89 · 1990-99 · 2000-09 · 2010-19
· 2020-29